# Gastrotheca ovifera
Яйценосная сумчатая квакша (лат. Gastrotheca ovifera) — вид лягушек семейства Hemiphractidae.  Он является эндемиком северной Венесуэлы и встречается в горах Прибрежного хребта и Сьерры-де-Ароа. Наиболее яркие отличия от других сумчатых квакш: дорсальные выступы в затылочной части черепа, вертикальные чёрные полосы в паху и тёмно-коричневое брюхо. Самки имеют размер до 10 см, самец значительно меньше. Предположительно, вид не связан достаточно близко с другими видами своего рода.
Gastrotheca ovifera встречается в туманных лесах на высоте 800—1800 м над уровнем моря. Местообитания лягушек ассоциированы с бромелиевыми, где они прячутся, особенно в засушливые периоды. Яйца переносятся на спине самки и имеют прямое развитие (т. е. свободноживущая личиночная стадия отсутствует.
Этот вид может быть местами многочисленным, но во многих местах, где он раньше был обычным, его численность сократилась. Ему угрожает разрушение среды обитания, вызванное сельским хозяйством, лесозаготовками и развитием инфраструктуры. Однако по неясным причинам численность также снизилась на охраняемых территориях, таких как Национальный парк Анри Питтье.

## Размножение и развитие
Пол лягушек определяется половыми хромосомами по механизму XX-XY. Особенностью данного вида (наряду с  G. walkeri) является очень небольшое количество гетерохроматина в Y-хромосомах. Ооциты очень крупные, зрелые ооциты в яичниках имеют диаметр 1—3 мм и желтовато-белый цвет. Это один из видов земноводных с многоядерными ооцитами — ближе к периферии яйцеклетки располагаются несколько клеточных ядер.
На спине самок в задней половине тела расположена сумка для выведения потомства. Сумка состоит из двух отделов, разделённых вдоль тела, и имеет широкое V-образное отверстие, открывающееся к заднему концу тела.
Самец издаёт призыв, на который идёт самка; зачастую он при этом находится в какой-либо норе или щели под пнём. Брачные крики G. ovifera отмечены только в период с 7 января по 8 марта. Амплексус подмышечный, происходит на суше; самка, выпрямляя задние ноги так, что тело оказывается под углом 30° к земле, в определённый момент приподнимает клоаку на уровень отверстия сумки или выше, и икринки съезжают в сумку без помощи самца. Оплодотворение, предположительно, происходит уже в сумке. Головастики, имеющие одну пару жабр из двух выростов, вылупляются внутри сумки и остаются в ней не менее 62 дней (наблюдаемое время от поимки лягушки с икрой до выхода лягушат). Жабры, как и у G. marsupiata, имеют листовидные расширения, по мнению Т. Лоде позволяющие получать питательную жидкость из богатых сосудами материнских тканей; таким образом, учёный классифицирует тип размножения этих лягушек как гемотрофное живорождение. Выход полностью сформировавшихся лягушат происходит на суше, они выбираются из сумки самостоятельно (иногда по двое враз) в течение примерно 5 часов; наблюдались выводки от 20 до 43 лягушат, в среднем 30,7.